# 築舘範男
築舘 範男（つきたて のりお、1960年4月2日 - ）は、愛知県出身の元サッカー選手、指導者。

## 来歴
愛知県立豊田西高校卒業後トヨタ自動車工業に入社、当時日本サッカーリーグ（JSL）2部所属の同社サッカー部に入部。その後、同部コーチを経て1992年に同部を母体とした名古屋グランパスエイトのトップチームコーチに就任。ユース強化責任者、スカウトを経て日本文理大学附属高校、清水エスパルスユースの監督を歴任。2005年2月よりグアム代表監督に就任。2010年の東アジアサッカー選手権予選では初戦のモンゴル戦に勝利し、FIFA加盟国・地域から初勝利を挙げた。2勝1分で予選大会優勝を果たし、FIFAランキング最下位（201位タイ）であったグアム代表の歴史的快挙を達成した。
2011年から東ティモールの年代別代表監督を務めている。
2015年からブータンの監督を務めることになったが、10月8日の2018 FIFAワールドカップ・アジア予選のモルディブ戦に敗れた後、監督を解任された。

## 所属クラブ
- 愛知県立豊田西高等学校
- 1979年 - 1988年 トヨタ自動車工業サッカー部[3]

## 指導歴
- 1986年 - 1992年 トヨタ自動車サッカー部 コーチ
- 1992年 - 1999年 名古屋グランパスエイト
  - 1992年2月 - 1994年 トップチームコーチ
  - 1994年2月 - 1998年1月 ユース強化責任者
  - 1998年2月 - 1999年2月 スカウト
- 1999年3月 - 2002年8月 日本文理大学附属高等学校 監督
- 2002年9月 - 2005年1月 清水エスパルスユース 監督
- 2005年2月 - 2011年1月 グアム代表 監督
- 2011年2月 - 2012年1月 U-23、U-18、U-15東ティモール代表 監督[4]
- 2012年2月 - U-19、U-16東ティモール代表 監督[5][6]
- 2015年3月 - 2015年10月 ブータン代表監督
- 2018年5月 - U-23東ティモール代表 監督

## 取得資格
- 1989年 日本サッカー協会公認C級コーチ（現B級）取得
- 1991年 日本サッカー協会公認B級コーチ（現A級）取得